# ダン・ガーニー
ダニエル・"ダン"・セクストン・ガーニー（Daniel "Dan" Sexton Gurney 、1931年4月13日 - 2018年1月14日）は、アメリカ合衆国出身の元レーシングドライバー。レーシングコンストラクター「オール・アメリカン・レーサーズ」の創設者。
同国を代表する古豪レーサーの一人。F1で4勝、1967年のル・マン24時間レース制覇などの実績がある。

## 概要
オペラ歌手の家庭に生まれたが、1955年にカリフォルニア州南部でトライアンフ・TR2に乗りレースキャリアをスタートした。
同年代のドライバーの中でも名を広く知られた1人で、F1、インディカー・シリーズ、NASCAR、ル・マン24時間レース等フォーミュラ・ハコを問わず様々なレースで優勝を飾っている。
またオール・アメリカン・レーサーズ（AAR）の創設者であり、コンストラクターとして自分のドライブするマシンを開発した。1970年にドライバーを引退した後もAARのオーナーとしてモータースポーツに携わった。
ガーニーフラップを開発したことで知られる他、初めてフルフェイスヘルメットを被った、シャンパンファイトをスポーツ史上初めてやったなどの功績もある。
2018年1月14日、肺炎に伴う合併症により死去。86歳没。

## ドライバーとしての活躍

### F1
F1へは、スポーツカーレースでの縁がきっかけとなり、1959年にフェラーリからデビュー。参戦した4戦中デビュー戦はリタイアとなったが残る3戦で入賞し、そのうち2度表彰台に上がっている。

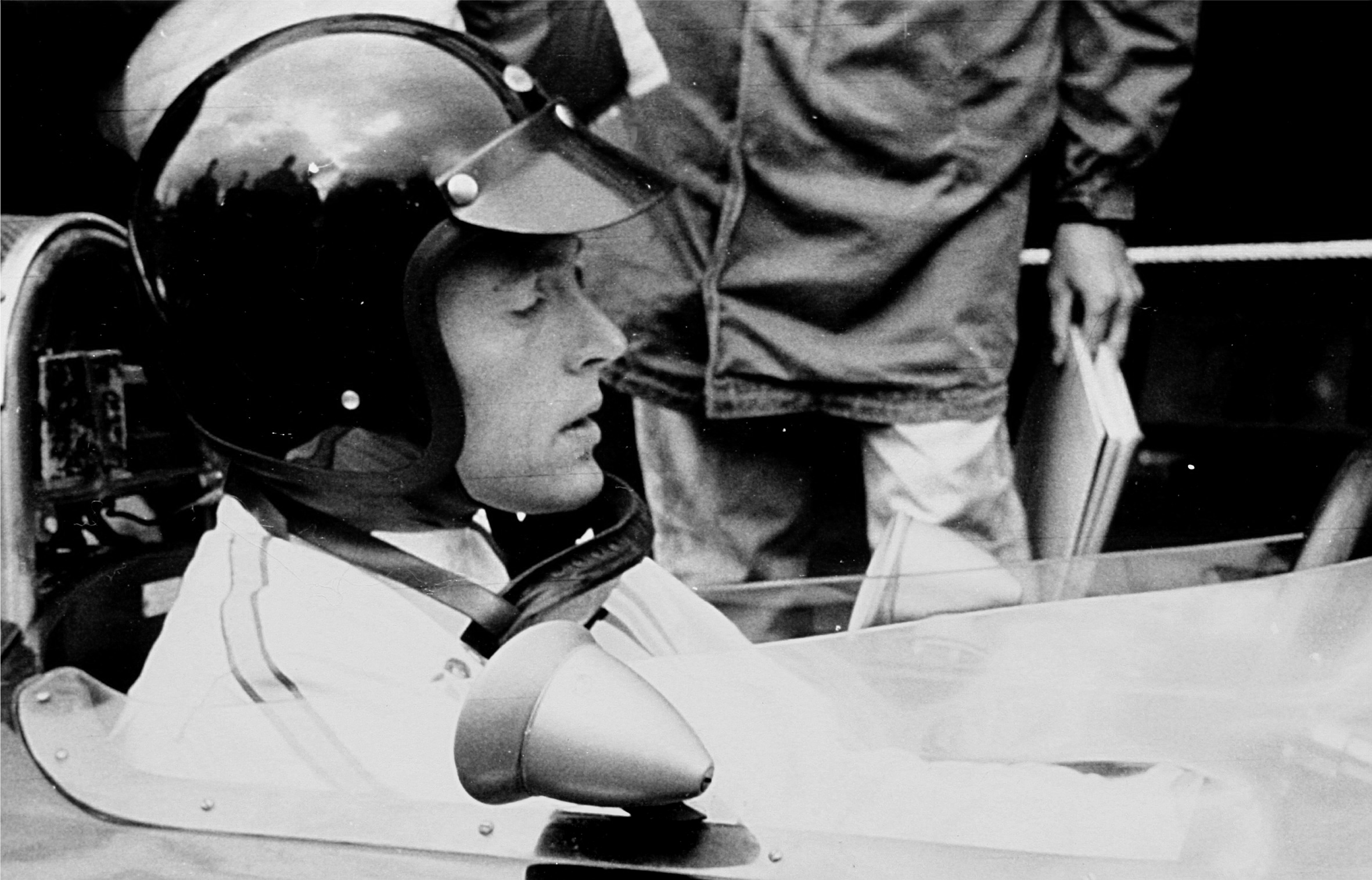
ブラバムF1時代（1965年）

1960年はBRMで不本意な成績に終わったが1961年はポルシェに移籍。3度の2位などでランキング3位となった。この年、オランダGPで観客を死亡させてしまう事故をおこしてしまっている。1962年にはポルシェ・804に乗り第4戦フランスGPにて初優勝、これはポルシェチームにとっても初優勝であり、結果的にポルシェF1唯一の優勝となった。
1963年より新鋭チームのブラバムに移籍。2年目の1964年には第2戦オランダGPで初のポールポジションを獲得。第4戦フランスGPでは移籍後初勝利を挙げ、チームに初優勝をもたらした。最終戦のメキシコGPでも、シーズン2勝目を挙げている。
1966年より自らが立ち上げたアングロ・アメリカン・レーサーズ（コンストラクター名は「イーグル」。後にオール・アメリカン・レーサーズに改称）に在籍。2年目の1967年に第4戦ベルギーGPでチーム初勝利を飾る（アメリカ系コンストラクターとしてもF1初勝利）。その後様々なチームから散発的な参戦を行うも1970年をもってドライバー業そのものを終えることとなった。

### ル・マン

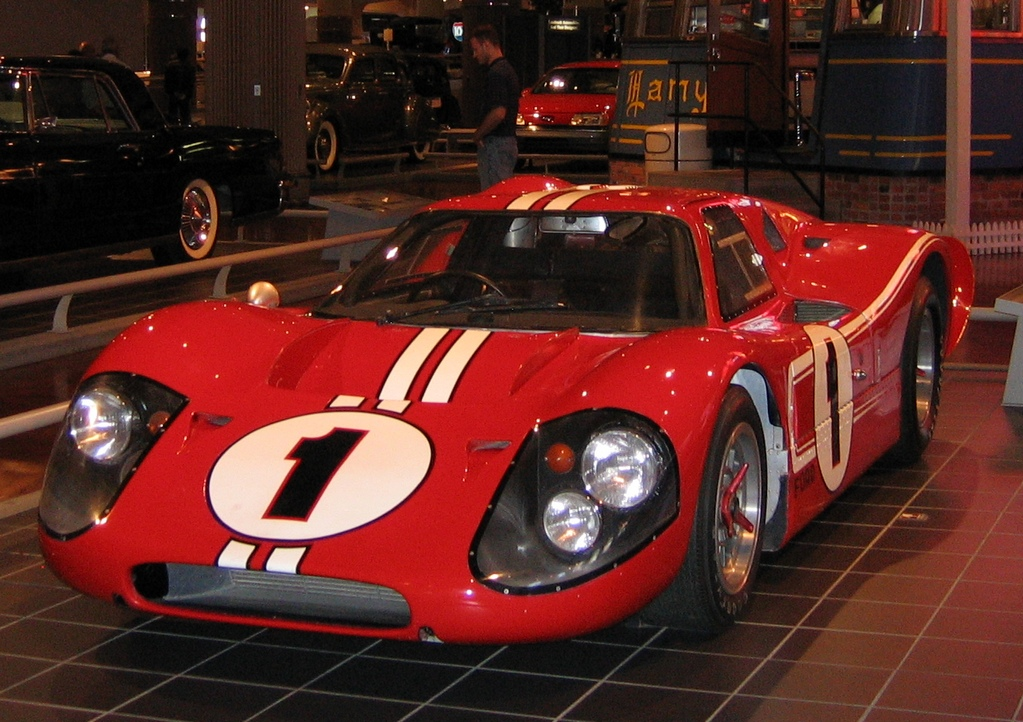
1967年ル・マン24h優勝車フォードGT40 Mk.IV

1967年のル・マン24時間レースにおいてA.J.フォイトとともにフォード・GT40Mk.IVに乗り総合優勝している。なおこのとき表彰台でシャンパンを振りまいたのが、スポーツ史における最初のシャンパンファイトとなっている。

### チャンプカー
1962年から1970年のインディ500にスペースフレームの自製シャーシを用いて参戦。優勝こそなかったものの、2度の2位と1度の3位を記録した。1969年にはF1に参戦する代わりにUSACチャンプカーに参戦、28レースで7度の勝利を挙げた。

### NASCAR
NASCARグランドナショナル（現カップ戦）には1962年からロードコースのリバーサイド・インターナショナル・レースウェイを中心にスポット参戦。1963年から1966年にかけてリバーサイドで4連覇を記録した。1968年にも勝ち、通算5勝を挙げた。1960年代前半にはデイトナ500にも参戦しており、1963年の5位が最高順位となっている。

## チームオーナーとしての活躍
1970年から2011年までチームオーナーを務め、インディ500、デイトナ24時間、セブリング12時間を含む通算78レースに勝利した。また80年代以降はトヨタのセミワークスとしてIMSAやデイトナ24時間で総合優勝した。

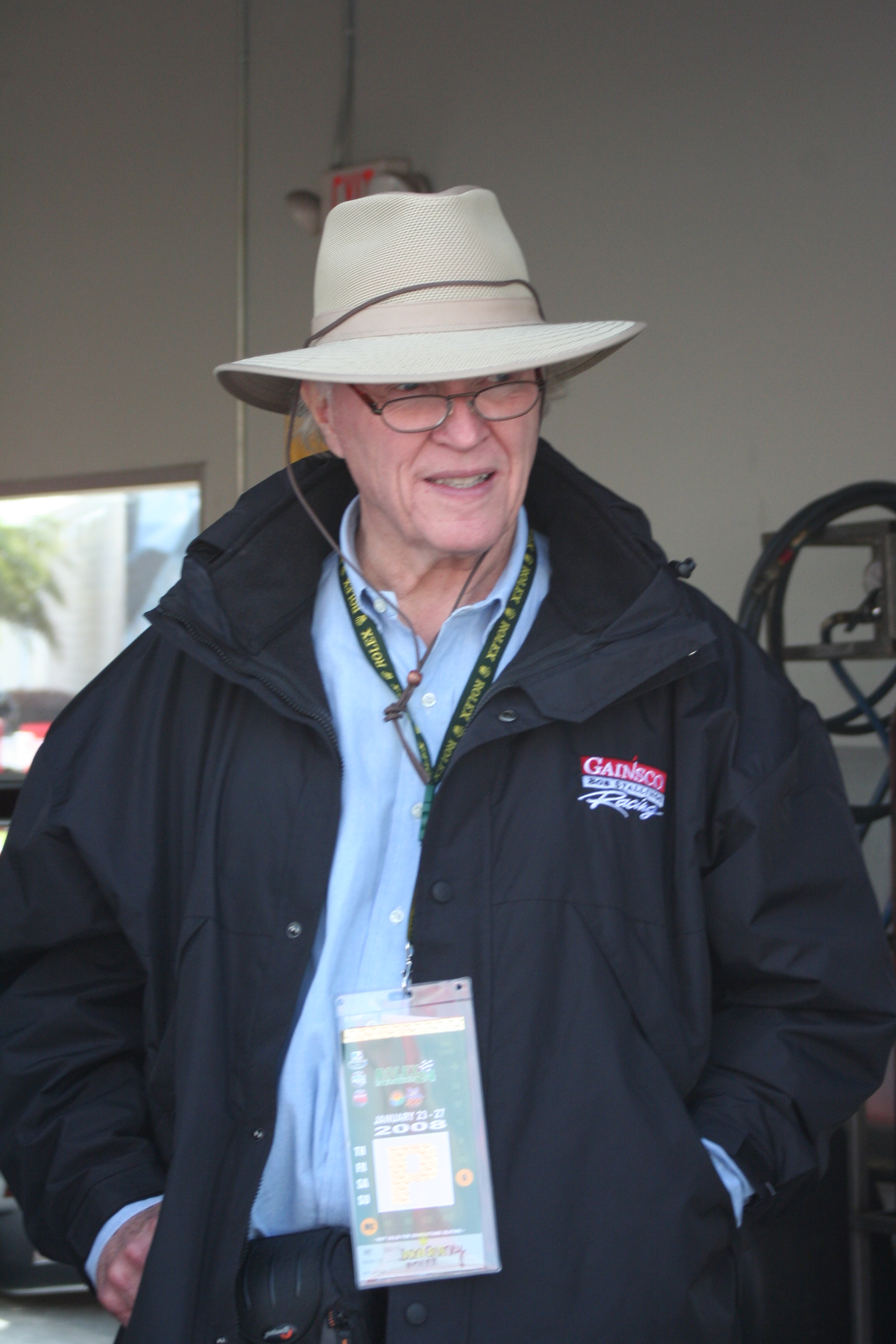
近年のダン（2008年）

1990年にガーニーはそれまでの多大な功績を讃えられ、国際モータースポーツ殿堂入りした。

## エピソード
- ガーニーフラップは、ガーニーが開発したことに由来し命名されたものである。
- 1968年のオランダGPで、F1ドライバーとして初めてフルフェイスヘルメットを着用した[4]。
- レーサーでは唯一アメリカ大統領候補になった経験を持っている。
- フォード・GT40の室内高は非常に低く、ガーニーが乗車するとヘルメットの頭頂部が天井にぶつかってしまった。そこで、ヘルメットがぶつからないように天井に小さな凸み（ガーニーバブル）が設けられるという措置が取られた。

## レース戦績

### F1
| 年     | 所属チーム                        | シャシー | 1       | 2       | 3       | 4       | 5       | 6       | 7       | 8       | 9       | 10      | 11      | 12      | 13  | WDC       | ポイント |
| ------ | --------------------------------- | -------- | ------- | ------- | ------- | ------- | ------- | ------- | ------- | ------- | ------- | ------- | ------- | ------- | --- | --------- | -------- |
| 1959年 | フェラーリ                        | Dino 246 | MON     | 500     | NED     | FRA Ret | GBR     | GER 2   | POR 3   | ITA 4   | USA     |         |         |         |     | 7位       | 13       |
| 1960年 | オーウェン                        | P48      | ARG     | MON NC  | 500     | NED Ret | BEL Ret | FRA Ret | GBR 10  | POR Ret | ITA     | USA Ret |         |         |     | NC (40位) | 0        |
| 1961年 | ポルシェ                          | 718      | MON 5   |         | BEL 6   | FRA 2   | GBR 7   | GER 7   |         | USA 2   |         |         |         |         |     | 4位       | 21       |
| 1961年 | ポルシェ                          | 787      |         | NED 10  |         |         |         |         | ITA 2   |         |         |         |         |         |     | 4位       | 21       |
| 1962年 | ポルシェ                          | 804      | NED Ret | MON Ret |         | FRA 1   | GBR 9   | GER 3   | ITA Ret | USA 5   | RSA     |         |         |         |     | 5位       | 15       |
| 1962年 | ロータス/ウルフガング・ザイデル   | 24       |         |         | BEL DNS |         |         |         |         |         |         |         |         |         |     | 5位       | 15       |
| 1963年 | ブラバム                          | BT7      | MON Ret | BEL 3   | NED 2   | FRA 5   | GBR Ret | GER Ret | ITA 14  | USA Ret | MEX 6   | RSA 2   |         |         |     | 5位       | 19       |
| 1964年 | ブラバム                          | BT7      | MON Ret | NED Ret | BEL 6   | FRA 1   | GBR 13  | GER 10  | AUT Ret | ITA 10  | USA Ret | MEX 1   |         |         |     | 6位       | 19       |
| 1965年 | ブラバム                          | BT11     | RSA Ret | MON     | BEL 10  | FRA Ret | GBR 6   | NED 3   | GER 3   | ITA 3   | USA 2   | MEX 2   |         |         |     | 4位       | 25       |
| 1966年 | アングロ・アメリカン              | Mk1      | MON     | BEL NC  | FRA 5   | GBR Ret | NED Ret | GER 7   | ITA Ret | USA Ret | MEX 5   |         |         |         |     | 12位      | 4        |
| 1967年 | アングロ・アメリカン              | Mk1      | RSA Ret | MON Ret | NED Ret | BEL 1   | FRA Ret | GBR Ret | GER Ret | CAN 3   | ITA Ret | USA Ret | MEX Ret |         |     | 8位       | 13       |
| 1968年 | アングロ・アメリカン              | Mk1      | RSA Ret | ESP     | MON Ret | BEL     |         | FRA     | GBR Ret | GER 9   | ITA Ret |         |         |         |     | 21位      | 3        |
| 1968年 | ブラバム                          | BT24     |         |         |         |         | NED Ret |         |         |         |         |         |         |         |     | 21位      | 3        |
| 1968年 | マクラーレン/アングロ・アメリカン | M7A      |         |         |         |         |         |         |         |         |         | CAN Ret | USA 4   | MEX Ret |     | 21位      | 3        |
| 1970年 | マクラーレン                      | M14A     | RSA     | ESP     | MON     | BEL     | NED Ret | FRA 6   | GBR Ret | GER     | AUT     | ITA     | CAN     | USA     | MEX | 24位      | 1        |

- 太字はポールポジション、斜字はファステストラップ。(key)

### ル・マン24時間レース
| 年     | チーム                                                   | コ・ドライバー       | 車両                                  | クラス | 周回数 | 総合順位 | クラス順位 |
| ------ | -------------------------------------------------------- | -------------------- | ------------------------------------- | ------ | ------ | -------- | ---------- |
| 1958年 | ノース アメリカン レーシング チーム                      | ブルース・ケスラー   | フェラーリ・250TR                     | S 3.0  | 64     | DNF      | DNF        |
| 1959年 | スクーデリア・フェラーリ                                 | ジャン・ベーラ       | フェラーリ・250 TR/59                 | S 3.0  | 129    | DNF      | DNF        |
| 1960年 | ブリッグス・カニンガム                                   | ウォルト・ハンスゲン | ジャガー・Dタイプ 2A                  | S3.0   | 89     | DNF      | DNF        |
| 1961年 | ポルシェ システム エンジニアリング                       | ヨアキム・ボニエ     | ポルシェ・718/4 RS クーペ             | S 2.0  | 262    | DNF      | DNF        |
| 1962年 | スクーデリア SSS リパブリカ ディ ヴェネツィア            | ヨアキム・ボニエ     | フェラーリ・250TRI/61                 | E 3.0  | 30     | DNF      | DNF        |
| 1963年 | ノース アメリカン レーシング チーム                      | ジム・ホール         | フェラーリ・330LMB                    | P +3.0 | 126    | DNF      | DNF        |
| 1964年 | シェルビー・アメリカン Inc.                              | ボブ・ボンデュラント | AC シェルビー・コブラ デイトナ クーペ | GT 5.0 | 334    | 4位      | 1位        |
| 1965年 | シェルビー・アメリカン Inc.                              | ジェリー・グラント   | AC シェルビー・コブラ デイトナ クーペ | GT 5.0 | 204    | DNF      | DNF        |
| 1966年 | シェルビー・アメリカン Inc.                              | ジェリー・グラント   | フォード・GT40 MK.II                  | P +5.0 | 257    | DNF      | DNF        |
| 1967年 | フォード モーター カンパニー シェルビー・アメリカン Inc. | A.J.フォイト         | フォード・GT40 MK.IV                  | P +5.0 | 388    | 1位      | 1位        |